# 张岳年
张岳年（1828年—1894年），譜名善倬，字卓人，号竹晨，又号静生，浙江鄞县人，晚清政治人物，舉人出身。

## 生平
清咸丰二年（1852年），与翁同和同中壬子科顺天乡试举人。
初历官刑部奉天司主事，山西司员外郎，湖广司员外郎，刑部广东司郎中，刑部秋审处总办等。
同治元年(1862年)七月十六日，著记名以军机章京补用。同治十一年(1873年)八月二十七日，著以主事无论题选咨留，遇缺即补，并赏加五品衔。同治八年二月由刑部主事入直军机处，任军机处军机章京。
后外派历任陕西榆林府知府，陕西延榆绥道，署督粮道，安徽按察使，甘肃布政使，陕西布政使。因为筹集甘肃薪饷出力有功，赏加一品顶戴。
1894年正月，奉旨到北京为慈禧太后祝六十大寿。在返回任所途中，在保定因病逝世。

## 家族
祖居慈水，明万历年一世祖张洪顺迁居宁波月湖，居郡城西门外。其家族辈份为：洪应文，承嘉光，积善家，有馀庆，坤厚载，乾健行，贞元会，世永昌。父亲张积梓，副贡，生五子四女，岳年在家中排行第三，兄张善元、张善恺，弟张善仿，张善备。张岳年侄张家骧，同治元年（1862年）进士，光绪皇帝老师，吏部右侍郎，亦为晚清大臣。